# 400 meter häck för herrar i friidrott vid olympiska sommarspelen 1984
400 meter häck herrar vid olympiska sommarspelen 1984 i Los Angeles avgjordes söndagen den 5 augusti. 

## Medaljörer
| Gren           | Guld              | Guld  | Silver             | Silver | Brons                        | Brons |
| 400 meter häck | Edwin Moses · USA | 47,75 | Danny Harris · USA | 48,13  | Harald Schmid · Västtyskland | 48,19 |

## Resultat
- Q innebär avancemang utifrån placering i heatet.
- q innebär avancemang utifrån total placering.
- DNS innebär att personen inte startade.
- DNF innebär att personen inte fullföljde.
- DQ innebär diskvalificering.
- NR innebär nationellt rekord.
- OR innebär olympiskt rekord.
- WR innebär världsrekord.
- WJR innebär världsrekord för juniorer
- AR innebär världsdelsrekord (area record)
- PB innebär personligt rekord.
- SB innebär säsongsbästa.

### Final
| Placering | Final                   | Tid   | Bana |
| --------- | ----------------------- | ----- | ---- |
|           | Edwin Moses (USA)       | 47,75 | 6    |
|           | Danny Harris (USA)      | 48,13 | 4    |
|           | Harald Schmid (FRG)     | 48,19 | 5    |
| 4.        | Sven Nylander (SWE)     | 48,97 | 3    |
| 5.        | Amadou Dia Bâ (SEN)     | 49,28 | 7    |
| 6.        | Tranel Hawkins (USA)    | 49,42 | 1    |
| 7.        | Michel Zimmermann (BEL) | 50,69 | 8    |
| 8.        | Henry Amike (NGR)       | 53,78 | 2    |

### Semifinaler
- Hölls den 4 augusti 1984.

| Placering | Heat 1                  | Tid   |
| --------- | ----------------------- | ----- |
| 1.        | Edwin Moses (USA)       | 48,51 |
| 2.        | Tranel Hawkins (USA)    | 48.94 |
| 3.        | Amadou Dia Bâ (SEN)     | 49.44 |
| 4.        | Michel Zimmermann (BEL) | 49.79 |
| 5.        | Simon Kitur (KEN)       | 49.80 |
| 6.        | Uwe Schmitt (FRG)       | 50.08 |
| 7.        | Greg Rolle (BAH)        | 50.16 |
| 8.        | Antônio Ferreira (BRA)  | 50.70 |

| Placering | Heat 2                | Tid   |
| --------- | --------------------- | ----- |
| 1.        | Danny Harris (USA)    | 48,92 |
| 2.        | Sven Nylander (SWE)   | 49.03 |
| 3.        | Harald Schmid (FRG)   | 49.04 |
| 4.        | Henry Amike (NGR)     | 49.36 |
| 5.        | Karl Smith (JAM)      | 49.58 |
| 6.        | Franz Meier (SUI)     | 49.89 |
| 7.        | Ryoichi Yoshida (JPN) | 49.92 |
| 8.        | Rik Tommelein (BEL)   | 50.06 |

### Försöksheat
- Hölls fredagen den 3 augusti 1984.

| Placering | Heat 1                    | Tid   |
| --------- | ------------------------- | ----- |
| 1.        | Edwin Moses (USA)         | 49,33 |
| 2.        | Antônio Ferreira (BRA)    | 49.85 |
| 3.        | Michel Zimmermann (BEL)   | 49.90 |
| 4.        | Thomas Futterknecht (AUT) | 50.25 |
| 5.        | Thomas Nyberg (SWE)       | 50.47 |
| 6.        | Gérard Brunel (FRA)       | 50.99 |
| 7.        | Ahmed Ghanem (EGY)        | 51.08 |
| 8.        | Phil Beattie (GBR)        | 51.27 |

| Placering | Heat 2                  | Tid   |
| --------- | ----------------------- | ----- |
| 1.        | Harald Schmid (FRG)     | 49,34 |
| 2.        | Karl Smith (JAM)        | 49.66 |
| 3.        | Franz Meier (SUI)       | 49.81 |
| 4.        | Rik Tommelein (BEL)     | 50.05 |
| 5.        | Shigenori Omori (JPN)   | 50.14 |
| 6.        | Georgios Vamvakas (GRE) | 50.39 |
| 7.        | Oswaldo Zea (VEN)       | 51.44 |

| Placering | Heat 3                  | Tid   |
| --------- | ----------------------- | ----- |
| 1.        | Sven Nylander (SWE)     | 49,88 |
| 2.        | Ryoichi Yoshida (JPN)   | 50.24 |
| 3.        | René Djédjémél (CIV)    | 50.27 |
| 4.        | Peter Rwamuhanda (UGA)  | 50.55 |
| 5.        | Franck Jonot (FRA)      | 51.39 |
| 6.        | Martin Gillingham (GBR) | 52.15 |
| 7.        | Vincent Confait (SEY)   | 53.62 |
| 7.        | Nicolás Chaparro (PAR)  | 56.98 |

| Placering | Heat 4                        | Tid   |
| --------- | ----------------------------- | ----- |
| 1.        | Tranel Hawkins (USA)          | 49,51 |
| 2.        | Simon Kitur (KEN)             | 49.70 |
| 3.        | Uwe Schmitt (FRG)             | 49.77 |
| 4.        | Ahmed Hamada (BRN)            | 50.62 |
| 5.        | Ian Newhouse (CAN)            | 51.14 |
| 6.        | Christer Gullstrand (SWE)     | 51.27 |
| 7.        | Jean-Pierre Abossolo-Ze (CMR) | 52.85 |
| 7.        | Domingos Mendes (MOZ)         | 54.52 |

| Placering | Heat 5                | Tid   |
| --------- | --------------------- | ----- |
| 1.        | Amadou Dia Bâ (SEN)   | 49,94 |
| 2.        | Henry Amike (NGR)     | 50.11 |
| 3.        | Ken Gray (JAM)        | 50.46 |
| 4.        | Martin Briggs (GBR)   | 50.62 |
| 5.        | Pierre Leveille (CAN) | 51.47 |
| 6.        | Meshak Munyoro (KEN)  | 51.99 |
| 7.        | Faustin Butéra (CMR)  | 54.36 |
| 7.        | Ibrahim Khamis (UAE)  | 55.50 |

| Placering | Heat 6                       | Tid   |
| --------- | ---------------------------- | ----- |
| 1.        | Danny Harris (USA)           | 49,81 |
| 2.        | Greg Rolle (BAH)             | 50.41 |
| 3.        | Lloyd Guss (CAN)             | 51.02 |
| 4.        | Athanasios Kalogiannis (GRE) | 50.62 |
| 5.        | Jasem Al-Dowaila (KUW)       | 51.45 |
| —         | José Alonso (ESP)            | DNF   |